# Ravāsjān
Ravāsjān är en ort i Iran.   Den ligger i provinsen Östazarbaijan, i den nordvästra delen av landet, 500 km nordväst om huvudstaden Teheran. Ravāsjān ligger 1 506 meter över havet och antalet invånare är 866.
Terrängen runt Ravāsjān är kuperad åt nordväst, men åt sydost är den platt. Runt Ravāsjān är det ganska glesbefolkat, med 27 invånare per kvadratkilometer. Närmaste större samhälle är Ahar, 11,3 km öster om Ravāsjān. Trakten runt Ravāsjān består i huvudsak av gräsmarker.